# تاغزوت (إقليم الحسيمة)
تاغزوت هي إجماعة قروية في دائرة كتامة التابعة لإقليم الحسيمة في المملكة المغربية. يتبع تاغزوت 2 مشيختين و9 دوار، وبلغ عدد سكانها 5115 فرداً سنة 2004 حسب الإحصاء الرسمي للسكان والسكنى.

## التقسيمات الإداريّة
تعتبر تاغزوت إحدى الجماعات القروية المشكّلة لدائرة كتامة، وهو التقسيم الإداري من المستوى الخامس المعتمد في المغرب. تنقسم دائرة كتامة إلى 7 جماعات قروية تختلف من حيث السكان والمساحة، والتي بدورها تنقسم إلى مشيخات تضم عدداً من الدواوير.